# Абашкин, Пётр Степанович

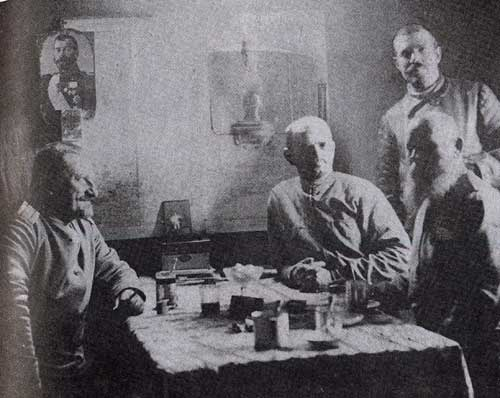
В центре (под лампой) войсковой старшина П. С. Абашкин

Пётр Степанович Абашкин (1868—1934) — русский военный деятель, генерал-майор (1919).

## Биография
Родился 19 декабря 1868 года. Православный.
Казак станицы Курганной Кубанского Казачьего Войска (ККВ), сын офицера.
Образование получил в Кубанском Александровском реальном училище.
- В службе с 1887 года в 1-м Лабинском полку ККВ.
- Окончил Ставропольское казачье юнкерское училище (по 2-му разряду, 01.08.1890), переименован в подхорунжие и назначен в 1-й Лабинский полк.
- Произведён в хорунжие (ВП 18.04.1891; ст. 18.04.1891).
- Перечислен во 2-й Лабинский полк (1893).
- Сотник (пр. 01.06.1895; ст. 18.04.1895).
- Командирован в 1-й Лабинский полк (17.08.1898).
- Подъесаул (пр. 01.06.1903; ст. 06.05.1900).
- Командир 3-й, затем 1-й сотни (всего 7 лет, 3 месяца, 17 дней). Окончил Офицерскую кавалерийскую школу.
- Есаул (пр. 06.05.1909; ст. 18.04.1903).
- С 04.06.1909 по 01.11.1912 командир дивизиона в Персидском походе.
- С 03.02.1914 — и.д. помощника командира полка по строевой части. Участник Первой мировой войны.
- Войсковой старшина (ст. 21.10.1914), временно командир полка.
- Полковник (ВП 03.01.1917; ст. 13.08.1916).
- Командир Ейского полка ККВ (с 24.04.1917).
- Командир 1-го Лабинского полка ККВ (с 24.06.1917).
- Атаман Баталпашинского отдела ККВ (1918—1920).
- Генерал-майор (08.09.1919).

После поражения белых армий остался в России. Был арестован и содержался в лагерях (1920—1922). Позже, отказавшись от службы в РККА, скитался. Часто переезжал, жил у детей. Будучи лишенцем не мог получить постоянную работу, существуя на временные заработки. В начале 1930-х годов часто вызывался в НКВД.
Умер в Ростове-на-Дону после допросов 7 января 1934 года.

## Награды
Ордена:
- Святого Станислава 3-й степени (1902);
- Святой Анны 2-й степени (1911);
- Мечи к Святой Анне 2-й степени (05.02.1915);
- Святого Владимира 4-й степени с мечами и бантом (10.11.1915);
- Святого Станислава 2-й степени с мечами (09.03.1916).